# Liste des lieux patrimoniaux des Laurentides
Cet article recense les lieux patrimoniaux des Laurentides inscrit au répertoire des lieux patrimoniaux du Canada, qu'ils soient de niveau provincial, fédéral ou municipal.

## Liste des lieux patrimoniaux
- Haut – A
- B
- C
- D
- E
- F
- G
- H
- I
- J
- K
- L
- M
- N
- O
- P
- Q
- R
- S
- T
- U
- V
- W
- X
- Y
- Z

| [ 1 ] | Lieu patrimonial                                                      | Illustration                                                          | Municipalité               | Adresse                              | Coordonnées        | No    | Constr.     | Prot.                     | Rec.                             | Notes  |
| ----- | --------------------------------------------------------------------- | --------------------------------------------------------------------- | -------------------------- | ------------------------------------ | ------------------ | ----- | ----------- | ------------------------- | -------------------------------- | ------ |
| M     | Maison Abraham-Dubois                                                 | Maison Abraham-Dubois                                                 | Boisbriand                 | 331, boulevard de la Grande-Allée    | 45.60925 -73.83219 | 9638  |             | MH cité                   | 16 janvier 2001                  |        |
| M     | Maison Léon-Dion                                                      | Maison Léon-Dion                                                      | Boisbriand                 | 394, chemin de la Grande-Côte        | 45.60631 -73.83389 | 11172 | 1816 (vers) | MH cité                   | 1999                             |        |
| M     | Petite école jaune                                                    | Petite école jaune                                                    | Deux-Montagnes             | 1304, chemin d'Oka                   | 45.53803 -73.89633 | 11295 | 1937        | IP cité                   | 1998                             | [ 3 ]  |
| M     | Site du patrimoine de la Maison-Baudouin                              | Téléverser                                                            | Deux-Montagnes             | 91, 24e Avenue                       | 45.53128 -73.90181 | 13249 |             | SP constitué              | 13 janvier 2005                  |        |
| M     | Site du patrimoine de la Maison-Bélair                                | Site du patrimoine de la Maison-Baudouin                              | Deux-Montagnes             | 201, chemin d'Oka                    | 45.54625 -73.89114 | 13249 |             | SP constitué              | 13 janvier 2005                  |        |
| M     | Site du patrimoine de la Maison-Berthelet                             | Site du patrimoine de la Maison-Berthelet                             | Deux-Montagnes             | 1506, chemin d'Oka                   | 45.53689 -73.89817 | 13250 |             | SP constitué              | 13 janvier 2005                  |        |
| M     | Site du patrimoine de la Maison-Dumoulin                              | Site du patrimoine de la Maison-Dumoulin                              | Deux-Montagnes             | 2501, chemin d'Oka                   | 45.53339 -73.90606 | 11198 | 1830 (vers) | SP cité                   | 2005                             |        |
| M     | Site du patrimoine de la Petite-École-Jaune                           | Site du patrimoine de la Petite-École-Jaune                           | Deux-Montagnes             | 1304, chemin d'Oka                   | 45.53803 -73.89633 | 11294 |             | SP constitué              | 13 janvier 2005                  |        |
| M     | Site du patrimoine de l'hôtel de ville                                | Site du patrimoine de la Petite-École-Jaune                           | Deux-Montagnes             | 803, chemin d'Oka                    | 45.54178 -73.89286 | 11201 |             | SP constitué              | 13 janvier 2005                  |        |
| M     | Maison du patrimoine                                                  | Maison du patrimoine                                                  | Grenville                  | 17, rue du Canal Nord                | 45.62642 -74.60544 | 15188 |             | MH cité                   | 6 octobre 2008                   |        |
| P     | Grand pont de Ferme-Rouge                                             | Grand pont de Ferme-Rouge                                             | Kiamika                    | Chemin de Kiamika                    | 46.42639 -75.42856 | 8889  |             | MH reconnu                | 15 janvier 1990                  |        |
| M     | Édifice centenaire de la municipalité régionale de comté d'Argenteuil | Édifice centenaire de la municipalité régionale de comté d'Argenteuil | Lachute                    | 430, rue Grace                       | 45.65353 -74.33606 | 8278  |             | MH cité                   | 5 février 2007                   |        |
| M     | Gare de Lachute                                                       | Gare de Lachute                                                       | Lachute                    | 540, rue Berry                       | 45.65612 -74.33372 | 8140  |             | MH cité                   | 5 février 2007                   | [ 4 ]  |
| F     | Gare ferroviaire du Canadien Pacifique                                | Gare ferroviaire du Canadien Pacifique                                | Lachute                    | 540, rue Berry                       | 45.65612 -74.33372 | 6720  |             | GFP                       | 1er février 1992                 | [ 5 ]  |
| P     | Maison Garth                                                          | Maison Garth                                                          | Lorraine                   | 100, chemin de la Grande-Côte        | 45.65431 -73.77239 | 6980  | 1833        | IP classé                 | 1975                             | [ 6 ]  |
| P     | Domaine et manoir de Belle-Rivière                                    | Domaine et manoir de Belle-Rivière                                    | Mirabel                    | 8106, rue de Belle-Rivière           | 45.62639 -74.09194 | 5286  | 1804        | IP classé                 | 1963                             |        |
| P     | Maison Jean-Joseph-Girouard                                           | Maison Jean-Joseph-Girouard                                           | Mirabel                    | 3905, rue Saint-Jean-Baptiste        | 45.56886 -74.09786 | 5126  |             | MH classé                 | 26 octobre 1973                  | [ 7 ]  |
| F     | Gare ferroviaire du Canadien Pacifique                                | Téléverser                                                            | Mont-Laurier               | 700, rue Vaudreuil                   | 46.55675 -75.49034 | 6545  |             | GFP                       | 1er mars 1991                    |        |
| P     | Maison Alix-Bail                                                      | Téléverser                                                            | Mont-Laurier               | 434, rue du Portage                  | 46.55503 -75.50039 | 8114  |             | MH classé                 | 28 novembre 1984                 |        |
| M     | Chapelle Saint-Bernard                                                | Téléverser                                                            | Mont-Tremblant             |                                      | 46.21047 -74.58778 | 13268 |             | MH cité                   | 8 juillet 1988                   |        |
| M     | Site du patrimoine Beattie-des-Pins                                   | Site du patrimoine Beattie-des-Pins                                   | Mont-Tremblant             | Rue Beattie Rue des Pins Rue Labelle | 46.12883 -74.59008 | 11250 |             | SP constitué SP constitué | 11 novembre 1991 13 avril 1992   |        |
| P     | Calvaire d'Oka                                                        | Calvaire d'Oka                                                        | Oka                        |                                      | 45.48197 -74.06486 | 4863  | 1742        | SP classé                 | 1982                             |        |
| M     | Site du patrimoine d'Oka                                              | Site du patrimoine d'Oka                                              | Oka                        |                                      | 45.459 -74.08978   | 15484 |             | SP constitué              | 4 juin 2001                      |        |
| M     | Maison Joseph-Thibodeau                                               | Téléverser                                                            | Piedmont                   | 757, rue Principale                  | 45.90214 -74.13808 | 4851  |             | MH cité                   | 9 avril 1996                     |        |
| F     | Gare ferroviaire du Canadien Pacifique                                | Gare ferroviaire du Canadien Pacifique                                | Rivière-Rouge              | Rue Principal                        | 46.41568 -74.87215 | 6546  |             | GFP                       | 1er mars 1991                    |        |
| P     | Domaine Louis-Philippe-Hébert                                         | Téléverser                                                            | Rosemère                   | 463, rue de l'Île-Bélair Ouest       | 45.61939 -73.7975  | 11138 |             | SH classé SH classé       | 31 mai 1976 24 septembre 1991    |        |
| M     | Maison Hamilton                                                       | Téléverser                                                            | Rosemère                   | 106, chemin de la Grande-Côte        | 45.62238 -73.80239 | 10882 |             | SP constitué              | 9 avril 1996                     |        |
| M     | Maison Hubert-Maisonneuve                                             | Maison Hubert-Maisonneuve                                             | Rosemère                   | 369, chemin de la Grande-Côte        | 45.63792 -73.79017 | 13633 |             | SP constitué              | 13 juillet 1992                  |        |
| M     | Maison Twin Chimney                                                   | Maison Twin Chimney                                                   | Rosemère                   |                                      | 45.64214 -73.78481 | 13482 |             | SP constitué              | 13 juillet 1992                  |        |
| M     | Manoir Bleury-Bouthillier                                             | Manoir Bleury-Bouthillier                                             | Rosemère                   | 90, chemin de la Grande-Côte         | 45.62131 -73.80244 | 10886 |             | SP constitué              | 16 avril 1996                    |        |
| P     | Petit pont de Ferme-Rouge                                             | Téléverser                                                            | Saint-Aimé-du-Lac-des-Îles | Chemin de Kiamika                    | 46.42639 -75.42856 | 8890  |             | MH reconnu                | 15 janvier 1990                  |        |
| F     | Canal de Carillon                                                     | Canal de Carillon                                                     | Saint-André-d'Argenteuil   | 36 et 38, route du Long-Sault        | 45.56774 -74.37873 | 11676 |             | LHN                       | 17 mai 1929                      |        |
| F     | Caserne de Carillon                                                   | Caserne de Carillon                                                   | Saint-André-d'Argenteuil   | 44, route du Long-Sault              | 45.56498 -74.37191 | 7406  |             | LHN                       | 30 mai 1960                      |        |
| F     | Caserne de Carillon                                                   | Caserne de Carillon                                                   | Saint-André-d'Argenteuil   | 44, route du Long-Sault              | 45.56498 -74.37191 | 11123 |             | ÉFP classé                | 21 janvier 1993                  | [ 8 ]  |
| P     | Église Christ Church                                                  | Église Christ Church                                                  | Saint-André-d'Argenteuil   | Route du Long-Sault                  | 45.56147 -74.33978 | 10528 |             | MH classé                 | 17 mai 1985                      |        |
| P     | Maison Barclay                                                        | Maison Barclay                                                        | Saint-André-d'Argenteuil   | 36 et 38, route du Long-Sault        | 45.56544 -74.37292 | 5124  |             | IP classé                 | 20 septembre 1973                | [ 9 ]  |
| F     | Maison du percepteur                                                  | Maison du percepteur                                                  | Saint-André-d'Argenteuil   |                                      | 45.56697 -74.37639 | 11049 |             | ÉFP reconnu               | 19 juillet 1990                  | [ 10 ] |
| F     | Maison du surintendant                                                | Téléverser                                                            | Saint-André-d'Argenteuil   |                                      | 45.56667 -74.3753  | 11010 | 1843        | ÉFP reconnu               | 1990                             | [ 10 ] |
| M     | Ancienne église presbytérienne de Saint-Eustache                      | Ancienne église presbytérienne de Saint-Eustache                      | Saint-Eustache             | 275, rue Saint-Eustache              | 45.55831 -73.89719 | 10945 |             | MH cité                   | 23 avril 2007                    |        |
| P     | Domaine Globensky                                                     | Domaine Globensky                                                     | Saint-Eustache             | 235, rue Saint-Eustache              | 45.55861 -73.89583 | 4937  |             | MH classé                 | 21 juin 1961                     |        |
| P     | Église de Saint-Eustache                                              | Église de Saint-Eustache                                              | Saint-Eustache             | Rue Saint-Louis                      | 45.55714 -73.88872 | 7681  |             | MH classé                 | 30 juin 1970                     | [ 11 ] |
| M     | Mairie de Saint-Eustache                                              | Mairie de Saint-Eustache                                              | Saint-Eustache             | 145, rue Saint-Louis                 | 45.55756 -73.88889 | 10944 |             | MH cité                   | 23 avril 2007                    |        |
| M     | Maison Chénier-Sauvé                                                  | Maison Chénier-Sauvé                                                  | Saint-Eustache             | 83, rue Chenier                      | 45.55611 -73.88978 | 10944 |             | MH cité                   | 23 avril 2007                    |        |
| M     | Maison Lavigne-Richer                                                 | Maison Lavigne-Richer                                                 | Saint-Eustache             | 275, rue Saint-Eustache              | 45.55833 -73.89742 | 10942 |             | MH cité                   | 23 avril 2007                    |        |
| P     | Moulin Légaré                                                         | Moulin Légaré                                                         | Saint-Eustache             | 232, rue Saint-Eustache              | 45.558 -73.89594   | 4455  |             | MH reconnu MH classé      | 26 décembre 1974 4 novembre 1976 | ,      |
| F     | Moulin Légaré                                                         | Moulin Légaré                                                         | Saint-Eustache             | 232, rue Saint-Eustache              | 45.558 -73.89594   | 12429 |             | LHN                       | 28 mars 2000                     | [ 13 ] |
| M     | Gare ferroviaire de Saint-Faustin-Station                             | Téléverser                                                            | Mont-Blanc                 | Allée du 7e                          | 46.12944 -74.47133 | 9846  |             | MH cité                   | 4 juillet 1986                   |        |
| P     | Ancien palais de justice de Saint-Jérôme                              | Ancien palais de justice de Saint-Jérome                              | Saint-Jérôme               | 101, place du Curé-Labelle           | 45.77887 -74.00322 | 5639  |             | MH reconnu                | 22 octobre 1975                  | [ 14 ] |
| M     | Ancien palais de justice de Saint-Jérôme                              | Ancien palais de justice de Saint-Jérome                              | Saint-Jérôme               | 101, place du Curé-Labelle           | 45.77887 -74.00322 | 8936  |             | MH cité                   | 19 avril 2005                    | [ 15 ] |
| M     | Cathédrale de Saint-Jérôme                                            | Cathédrale de Saint-Jérôme                                            | Saint-Jérôme               | Place du Curé-Labelle                | 45.778 -74.00247   | 15152 |             | MH cité MH cité           | 12 juillet 1999 19 avril 2005    |        |
| M     | Chapelle du cimetière de Saint-Jérôme                                 | Chapelle du cimetière de Saint-Jérôme                                 | Saint-Jérôme               | Rue John-F.-Kennedy                  | 45.77717 -74.02719 | 8947  |             | MH cité                   | 12 juillet 1999                  |        |
| M     | Gare de Saint-Jérôme                                                  | Téléverser                                                            | Saint-Jérôme               | 100, place de la Gare                | 45.77667 -74.00058 | 8938  |             | MH cité                   | 19 avril 2005                    | [ 16 ] |
| F     | Gare ferroviaire du Canadien Pacifique                                | Téléverser                                                            | Saint-Jérôme               | 100, place de la Gare                | 45.77667 -74.00058 | 7095  |             | MH cité                   | 1er juin 1994                    | [ 17 ] |
| M     | Hôtel de ville de Saint-Jérôme                                        | Téléverser                                                            | Saint-Jérôme               | 280, rue Labelle                     | 45.77561 -74.00453 | 8939  |             | MH cité MH cité           | 12 juillet 1999 19 avril 2005    |        |
| M     | Maison Prevost                                                        | Téléverser                                                            | Saint-Jérôme               | 349, rue Labelle                     | 45.77744 -74.004   | 3480  |             | MH cité                   | 19 avril 2005                    |        |
| M     | Presbytère de Saint-Jérôme                                            | Téléverser                                                            | Saint-Jérôme               | 355, place du Curé-Labelle           | 45.77761 -74.00272 | 11175 |             | MH cité MH cité           | 12 juillet 1999 19 avril 2005    |        |
| P     | Maison Adolphe-Basile-Routhier                                        | Téléverser                                                            | Saint-Placide              | 3320, route 344                      | 45.52778 -74.21778 | 5118  |             | MH classé                 | 11 février 1983                  | [ 18 ] |
| M     | Secteur Basile-Routhier                                               | Téléverser                                                            | Saint-Placide              | 3320, route 344                      | 45.52611 -74.22306 | 13478 |             | SP constitué              | 6 octobre 1997                   |        |
| M     | Site du patrimoine de Saint-Sauveur-des-Monts                         | Site du patrimoine de Saint-Sauveur-des-Monts                         | Saint-Sauveur              | Rue Principale                       | 45.89528 -74.15708 | 15285 |             | SP constitué              | 13 mars 1989                     |        |
| M     | Ancien bureau de poste                                                | Téléverser                                                            | Sainte-Agathe-des-Monts    | 83, rue Saint-Vincent                | 46.04878 -74.28822 | 8969  |             | MH cité                   | 2 février 1993                   |        |
| M     | Charnier de Sainte-Agathe                                             | Téléverser                                                            | Sainte-Agathe-des-Monts    | 37, rue Principale Est               | 46.04567 -74.28539 | 8986  |             | MH cité                   | 2 février 1993                   |        |
| M     | Église de Sainte-Agathe                                               | Église de Sainte-Agathe                                               | Sainte-Agathe-des-Monts    | Rue Principale Est                   | 46.04589 -74.28511 | 9020  |             | MH cité                   | 2 février 1993                   |        |
| F     | Gare ferroviaire du Canadien Pacifique                                | Téléverser                                                            | Sainte-Agathe-des-Monts    | 24, rue Saint-Paul Est               | 46.05217 -74.28289 | 7098  |             | GFP                       | 1er juin 1994                    | [ 19 ] |
| M     | Presbytère de Sainte-Agathe                                           | Téléverser                                                            | Sainte-Agathe-des-Monts    | 37, rue Principale Est               | 46.04667 -74.28586 | 14416 |             | MH cité                   | 2 février 1993                   |        |
| M     | Ancien couvent de Sainte-Anne-des-Plaines                             | Ancien couvent de Sainte-Anne-des-Plaines                             | Sainte-Anne-des-Plaines    | 139, boulevard Sainte-Anne           | 45.76008 -73.81564 | 8415  |             | MH cité                   | 14 décembre 2004                 |        |
| M     | Cimetière de Sainte-Anne-des-Plaines                                  | Cimetière de Sainte-Anne-des-Plaines                                  | Sainte-Anne-des-Plaines    | 129, boulevard Sainte-Anne           | 45.76014 -73.81672 | 8414  |             | MH cité                   | 14 décembre 2004                 |        |
| M     | Église de Sainte-Anne-des-Plaines                                     | Église de Sainte-Anne-des-Plaines                                     | Sainte-Anne-des-Plaines    | Boulevard Sainte-Anne                | 45.75947 -73.81603 | 15236 |             | MH cité                   | 14 décembre 2004                 |        |
| P     | Grange-écurie des Prêtres-Chaumont                                    | Grange-écurie des Prêtres-Chaumont                                    | Sainte-Anne-des-Plaines    | 163, boulevard Sainte-Anne           | 45.76108 -73.81453 | 5222  |             | MH classé                 | 10 mars 1988                     |        |
| P     | Maison des Prêtres-Chaumont                                           | Téléverser                                                            | Sainte-Anne-des-Plaines    | 163, boulevard Sainte-Anne           | 45.76094 -73.81407 | 5492  |             | MH classé                 | 10 mars 1988                     |        |
| M     | Presbytère de Sainte-Anne-des-Plaines                                 | Église de Sainte-Anne-des-Plaines                                     | Sainte-Anne-des-Plaines    | 129, boulevard Sainte-Anne           | 45.75942 -73.81564 | 8968  |             | MH cité                   | 14 décembre 2004                 |        |
| P     | Ancien séminaire de Sainte-Thérèse                                    | Ancien séminaire de Sainte-Thérèse                                    | Sainte-Thérèse             | Rue Saint-Louis                      | 45.64164 -73.84314 | 7152  |             | MH reconnu                | 10 novembre 1979                 |        |
| M     | Église Sainte-Thérèse-de-Blainville                                   | Église Sainte-Thérèse-de-Blainville                                   | Sainte-Thérèse             | Rue de l'Église                      | 45.64033 -73.84408 | 10323 |             | MH cité                   | 8 juin 1987                      |        |
| M     | Presbytère de Sainte-Thérèse-de-Blainville                            | Téléverser                                                            | Sainte-Thérèse             | 10, rue de l'Église                  | 45.64072 -73.84414 | 10324 |             | MH cité                   | 8 juin 1987                      |        |